# Fermi tutti, cominciamo daccapo!
Fermi tutti, cominciamo daccapo! (Double Trouble) è un film del 1967 diretto da Norman Taurog ed interpretato da Elvis Presley.

## Trama
Guy Lambert è il cantante di un gruppo musicale, che si sta esibendo a Londra. Lì conosce una bellissima ragazza di nome Jill che si innamora di lui. Jill è però minacciata da continui attentati ai quali riesce a scampare solo grazie al pronto aiuto di Guy. Alla fine Guy riuscirà a smascherare il colpevole degli attacchi, che si rivela essere lo zio della ragazza, il quale intendeva eliminarla per impossessarsi della sua eredità.

## Colonna sonora
I brani del film: Double Trouble; Baby, If You Give Me All Your Love; Could I Fall In Love; Long Legged Girl (With The Short Dress On); City by Night; Old MacDonald; I Love Only One Girl; There's So Much World To See.
Durante le medesime session (28-29 giugno 1966) venne registrata anche It Won't Be Long, poi non utilizzata nel film.
I nove brani andarono a far parte dell'LP Double Trouble (LPM/LAP 3787), che però con i soli brani del film venne giudicato troppo breve per un normale LP; vennero quindi aggiunti tre pezzi tratte da alcune sessions del maggio 1963: Never Ending, Blue River e What Now, What Next, Where To.
Nel 2004 l'album originale venne ristampato su CD (serie Follow That Dream), con l'aggiunta di 13 versioni alternative.

## Curiosità
- Nonostante sia ambientato a Londra, il film è stato girato interamente a Hollywood.
- L'attore co-protagonista nel film, Norman Rossington, si è ritagliato un posto d'onore esclusivo nella storia del rock, essendo l'unico attore ad essere apparso al cinema sia con Elvis Presley, sia con i Beatles (nel film A Hard Day's Night).
- Priscilla Presley ha raccontato, che quando fu detto a Elvis che avrebbe dovuto cantare la canzone Nella vecchia fattoria (Old MacDonald), egli esclamò: «Siamo arrivati fino a questo punto?». Venne convinto solo quando gli fu detto che la canzone in questione non sarebbe apparsa nell'album tratto dalla colonna sonora del film, anche se invece fu successivamente inserita.